# Delitto alla televisione
Delitto alla televisione (The Glass Web) è un film del 1953 diretto da Jack Arnold.
È un noir thriller statunitense con Edward G. Robinson, John Forsythe e Kathleen Hughes. È basato sul romanzo del 1952 Spin the Glass Web di Max Simon Ehrlich.

## Critica
(Leo Pestelli)